# Xứ Basque (cộng đồng tự trị)

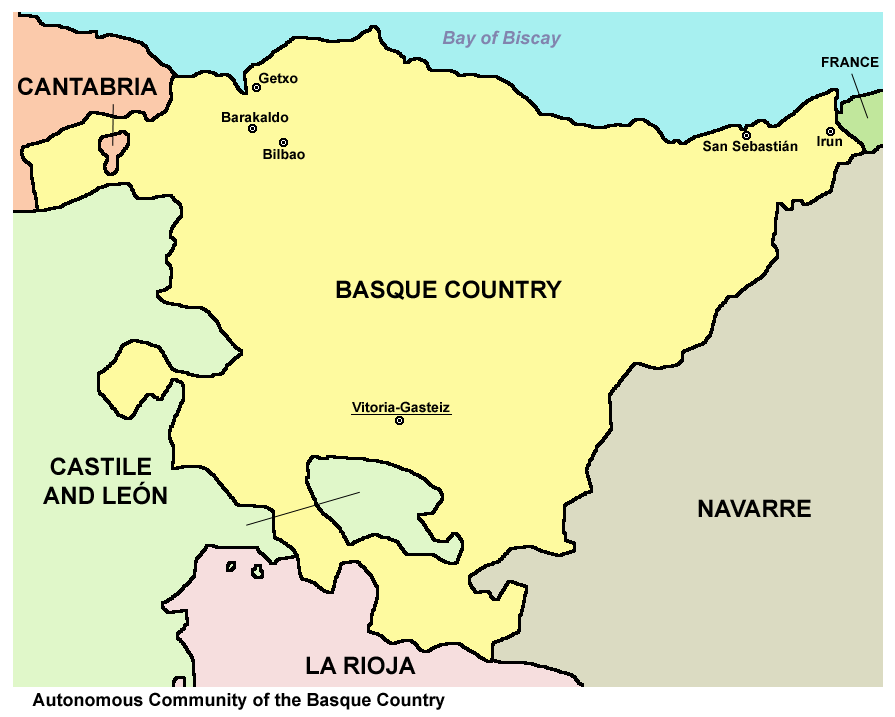

Xứ Basque (tiếng Basque: Euskadi; tiếng Tây Ban Nha: País Vasco, IPA: [paˈis ˈβasko]) là khu cộng đồng tự trị phía bắc Tây Ban Nha, giáp biên giới với vùng Nouvelle-Aquitaine của Pháp và vịnh Biscay. Thủ phủ là Vitoria-Gasteiz (Vitoria là tên trong tiếng Tây Ban Nha, Gasteiz trong tiếng Basque) và thành phố lớn nhất là Bilbao. Không nên nhầm lẫn khu cộng đồng tự trị xứ Basque với xứ Basque rộng hơn (tiếng Basque: "Euskal Herria") mà khu tự trị này chỉ là một phần trong đó.

## Hành chính
- Álava (tiếng Basque Araba), thủ phủ Vitoria-Gasteiz.
- Biscay (tiếng Tây Ban Nha Vizcaya, Basque Bizkaia), thủ phủ Bilbao.
- Gipuzkoa (tiếng Tây Ban Nha Guipúzcoa), thủ phủ San Sebastián.

Xứ Basque tiếp giáp với Cantabria và tỉnh Burgos về phía tây, vịnh Biscay về phía bắc, Pháp và Navarre về phía đông và La Rioja về phía nam.

## Nhân khẩu học

### Thành phố chính
1. Bilbao (354,145)
2. Vitoria-Gasteiz (226,490)
3. San Sebastián (183,308)
4. Barakaldo (95,675)
5. Getxo (83,000)
6. Irun (59,557)
7. Portugalete (51,066)
8. Santurtzi (47,320)
9. Basauri (45,045)
10. Errenteria (38,397)

## Ngôn ngữ
Tiếng Tây Ban Nha và tiếng Basque đều là ngôn ngữ chính thức tại lãnh thổ tự trị này.
Thống kê năm 2006 cho tất cả các tỉnh của Basque cho những người từ 16 tuổi trở lên năm 2006 trong cộng đồng tự trị Basque, 30.1% nói thành thạo tiếng Basque, 18.3% nói thụ động và 51.5% không nói tiếng Basque. Phần trăm cao nhất tại Gipuzkoa (49.1% người nói) và thấp nhất tại Álava (14.2%).Kết quả này tăng so với các năm trước (29.5% năm 2001, 27.7% năm 1996 và 24.1% năm 1991). Phần trăm người nói cao nhất thuộc về lứa tuổi 16-24 (57.5%) so với 25.0% ở lứa tuổi 65 trở lên.

## Sân bay
Ba thủ phủ của ba vùng có các sân bay:
- Sân bay Bilbao {BIO} (Quốc tế).
- Sân bay Vitoria {VIT}.
- Sân bay San Sebastián {EAS}.